# Tamanrassete
Tamanrassete (em árabe: تمنراست) é uma cidade oásis da Argélia e a capital da província homônima. Sua população estimada em 2008 era de 92 635 habitantes.